# Герб Новгорода-Северского
Герб Но́вгорода-Се́верского (укр. Герб Новгорода-Сіверського) — официальный геральдический символ города Новгород-Северский Черниговской области Украины.

## История возникновения герба
Осенью 1604 года Лжедмитрий вторгся на Северскую землю во главе польского войска. Жители Новгорода-Северского встретили непрошенных гостей пулями и ядрами. Обороной города руководил воевода Пётр Фёдорович Басманов. Призывы сдаться ни к чему не привели, а все попытки взять город не принесли успеха. Между тем, длительная осада не входила в планы самозванца. Он решил взять город штурмом. На помощь новгород-северцам подошло посланное Годуновым войско во главе с князем Ф. И. Мстиславским. В середине декабря 1604 года в битве с войсками Лжедмитрия оно понесло большие потери, но самозванцу пришлось снять осаду с города. За стойкость и мужество Новгороду-Северскому был пожалован герб с изображением городской стены с башней, «на ней звезды, а по сторонам же копье и сабля золотые». Герб выражает военную символику.

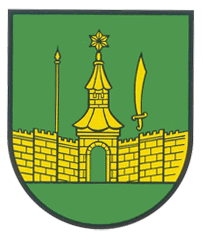
Герб с 1620 по 1782 г.

4 июня 1782 года герб был официально утверждён без значительных изменений — в зелёном поле изображена часть городской стены с воротами и башня с шестиконечной звездой, а по сторонам золотые копьё и сабля.

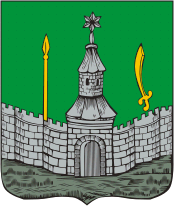
Герб с 1782 по 1917 г.

## Проект Б. Кене
20 апреля 1865 года Б. Кёне был разработан другой проект герба. На зелёном щите изображена серебряная стена с открытыми воротами и башней, с шестиконечной звездой. Над воротами изображены крестом красное копье и дугообразный меч. В свободной части помещен герб Черниговской губернии. Щит увенчан серебряной городской короной с тремя зубцами и обрамленный двумя золотыми колосками, обвитыми Александровской лентой. Этот проект был предложен Б. Кёне и не был принят.

Проект герба Б. Кёне